# Dauphin (rzeka)
Dauphin – rzeka w kanadyjskiej prowincji Manitoba. Łączy jeziora Winnipeg i Manitoba.